# Chris Nilsen
Christopher Nilsen (* 13. ledna 1998) je americký atlet, jehož specializací je skok o tyči. Na olympijských hrách v Tokiu vybojoval stříbrnou medaili s výkonem 597 cm. V roce 2022 se stal vicemistrem světa a halovým bronzovým medailistou.

## Osobní rekord

#### Hala
- skok o tyči – 605 cm – 5. březen 2022, Rouen (NR)

#### Venku
- skok o tyči – 600 cm – 6. květen 2022, Sioux Falls